# Simon de Wijs

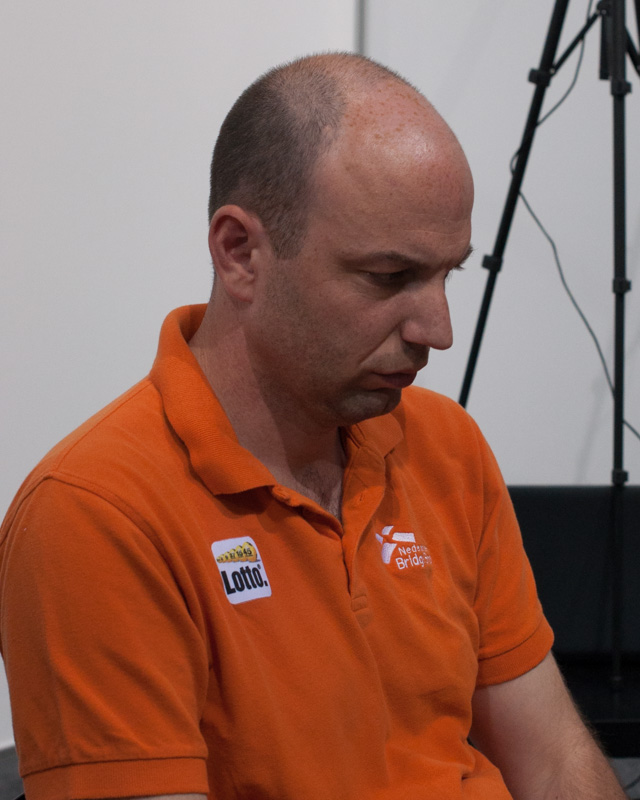
Simon de Wijs in 2014

Simon de Wijs (Schiedam, 20 januari 1974) is een professionele Nederlandse bridgespeler. 
Simon de Wijs is sinds 2001 de vaste partner van Bauke Muller. Ze kwalificeerden zich in 2002 voor het Nederlands team en zijn daarin sindsdien min of meer vaste keus. Hij won acht landstitels met B.C. ’t Onstein, drie  met B.C. De Lombard en een met B.C. Crash. De internationale successen zijn: eerste plaats Open EK 2005, derde plaats Open EK 2007, derde plaats op het wereldkampioenschap 2007, eerste plaats Open EK 2009 en eerste plaats Champions’ Cup 2010. De kroon op hun werk werd gezet in 2011 waar zij met het Nederlandse team de Bermuda Bowl wonnen op het wereldkampioenschap, dat gehouden werd in Veldhoven. Ook het Open EK 2022 werd gewonnen door het team waarin De Wijs en Muller spelen.
In zijn jeugd was De Wijs ook schaakspeler. In 1988 won hij de categorie C (t/m 14 jaar) bij de Open Nederlandse Jeugdschaak Kampioenschappen.